# Desmognathus
Desmognathus là một chi động vật lưỡng cư trong họ Plethodontidae, thuộc bộ Caudata. Chi này có 18 loài và không bị đe dọa tuyệt chủng.

## Hình ảnh

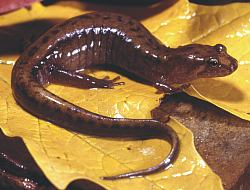
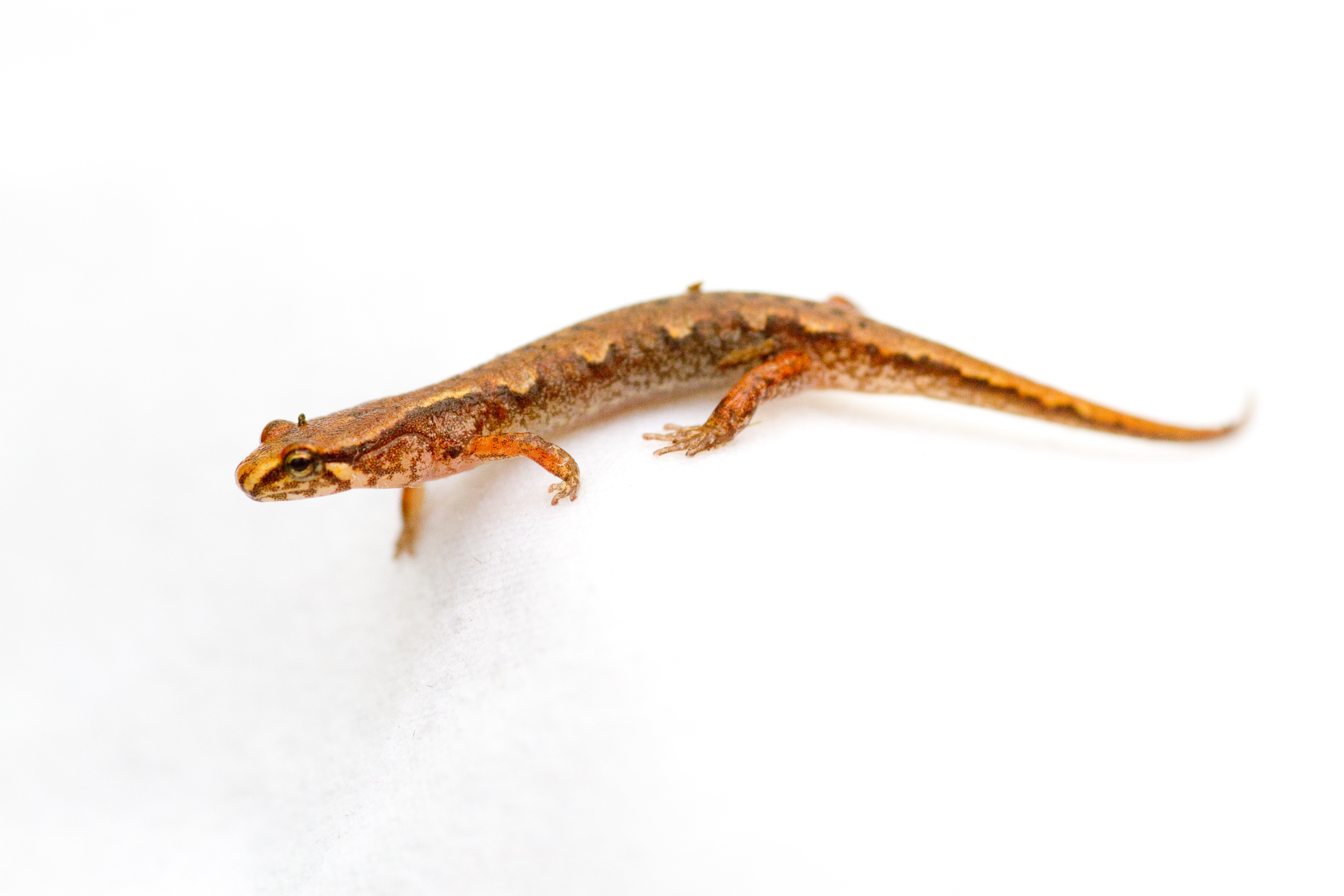